# Epicarsia bigutta
Epicarsia bigutta är en fjärilsart som beskrevs av Walker 1858. Epicarsia bigutta ingår i släktet Epicarsia och familjen nattflyn. Inga underarter finns listade i Catalogue of Life.